# بانیارا کالابرا
بانیارا کالابرا (به ایتالیایی: Bagnara Calabra) یک کومونه در ایتالیا است که در استان رجیو کالابریا واقع شده‌است.

## خصوصیات
بانیارا کالابرا ۲۴ کیلومترمربع مساحت و ۱۰٬۹۱۴ نفر جمعیت دارد.